# Musée Kura Hulanda de Willemstad
Le Musée Kura Hulanda est un musée situé à Willemstad, sur l'île de Curaçao. Il propose des collections sur l'origine de l'homme, la traite négrière, les empires d'Afrique de l'Ouest, l'or précolombien, les reliques mésopotamiennes et l'art antillais.

## Historique
Le musée Kura Hulanda - le musée qui abrite la plus grande collection africaine dans les Caraïbes - a été construit en 2001 par l'homme d'affaires néerlandais Jacob Gelt Dekker, qui traite de l'histoire de l'esclavage aux Antilles.
En 1997, le centre de Willemstad, les districts d'Otrabanda et de Punda, ont été désignés site du patrimoine mondial de l'UNESCO. Un peu plus tard, l'entrepreneur néerlandais J.G. Dekker a acquis des bâtiments autour d'Otrabanda, les a restaurés et reconvertis en un hôtel cinq étoiles.
Attaché à l'hôtel Kura Hulanda (en français : « Jardin hollandais »), se trouve le musée du même nom, qui documente l'histoire de l'esclavage aux Antilles.

## Galerie

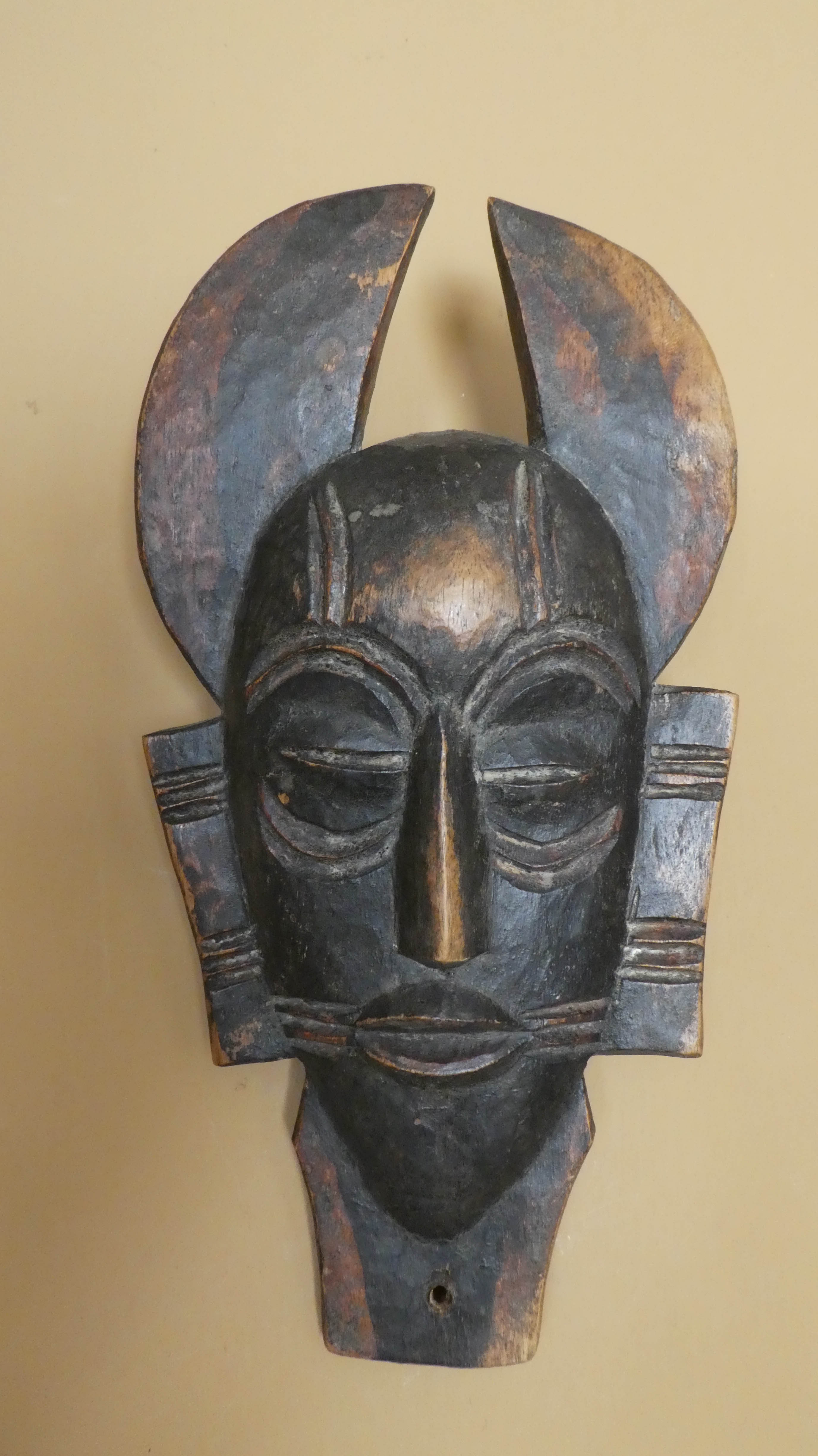
Masque du Cameroun.
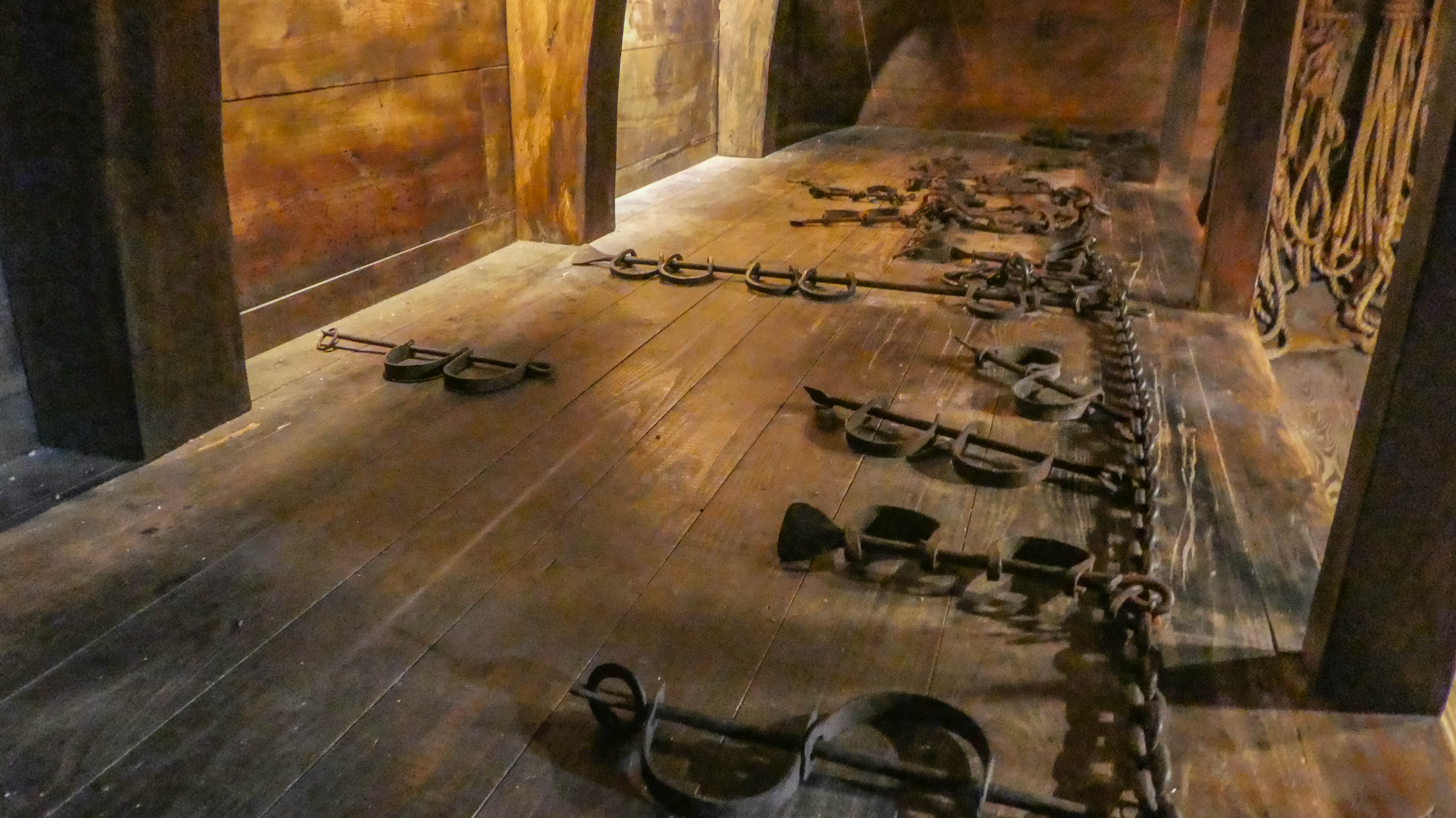
Fers d'esclaves.